# وایپیو اکرز (هاوایی)
وایپیو اکرز (به انگلیسی: Waipiʻo Acres) یک منطقهٔ مسکونی در ایالات متحده آمریکا است که در هونولولو واقع شده‌است. وایپیو اکرز ۲٫۷ کیلومتر مربع مساحت و ۵٬۲۳۶ نفر جمعیت دارد و ۲۲۴ متر بالاتر از سطح دریا واقع شده‌است.